# Coprinopsis echinospora
Coprinopsis echinospora är en svampart som först beskrevs av Buller, och fick sitt nu gällande namn av Redhead, Vilgalys & Moncalvo 2001. Coprinopsis echinospora ingår i släktet Coprinopsis och familjen Psathyrellaceae.  Arten är reproducerande i Sverige. Inga underarter finns listade i Catalogue of Life.